# Natalija Fokina-Semenowa
Natalija Fokina-Semenowa (ukr. Наталія Фокіна-Семенова; ur. 7 lipca 1982 w Gorłówce) – ukraińska lekkoatletka, dyskobolka.

## Osiągnięcia
- złoty medal Uniwersjady (Taegu 2003)
- 7. miejsce na mistrzostwach świata (Osaka 2007)
- 1. miejsce podczas Superligi Drużynowych Mistrzostw Europy (Leiria 2009)
- brązowy medal mistrzostw Europy (Helsinki 2012)
- 12. miejsce na mistrzostwach świata (Pekin 2015)
- 6. miejsce na mistrzostwach Europy (Amsterdam 2016)

Fokina-Semenowa pięciokrotnie reprezentowała Ukrainę podczas igrzysk olimpijskich. We wszystkich startach (Ateny 2004, Pekin 2008, Londyn 2012, Rio de Janeiro 2016 i Tokio 2020) odpadała w eliminacjach, będąc sklasyfikowana odpowiednio na 24., 14., 17., 15. i 31. pozycji.
Reprezentantka kraju w zimowym pucharze Europy w rzutach oraz drużynowych mistrzostwach Europy.

## Rekordy życiowe
- rzut dyskiem – 64,70 (2008)